# Школа резервних официра Санитетске службе
Школа резервних официра Санитетске службе почела је са радом 1935. године у Главној војној болници. Школовање за резервне официре Санитетске службе траје шест месеци.

## Историјат школовања санитетског официрског кадра
Војномедицинска академија има дугу традицију образовних активности у Санитетској служби Војске. У периоду пре Другог светског рата, тј. од 1935. године у Главној војној болници је одржавана настава за лекаре – војно-државне питомце на одслужењу кадровског рока, а касније и за све лекаре и апотекаре у оквиру ђачке чете Главне војне болнице. Одржавани су и курсеви за активне санитетске официре. У току рата је у Београду формирана Школа за санитетске руководиоце у Војно-хигијенском заводу Главне војне болнице. 

### Санитетска официрска школа
Ова школа у децембру 1944. мења назив у Санитетску официрску школу, у којој се школују млади лекари. Наставници су били из Санитетског одељења Врховног штаба и Главне војне болнице. При Главној војној болници је 1945. године формирана Санитетска официрска школа која је, у прво време, школовала активне санитетске официре-лекарске помоћнике. Наредне године школовање започиње прва група војних лекара и епидемиолога, а убрзо поред активних почињу да се школују и резервни санитетски официри. 
Санитетска официрска школа 1948. године добија сталне наставнике за опште-војне и војно-стручне предмете, а остале предмете држе наставници са клиника и Завода за превентивну медицину Главне војне болнице.

### Тренинг центар Санитетске службе
Санитетска официрска школа је прошла кроз низ организационих промена 1950. године. Данашњи Тренинг центар Санитетске службе, који ради у саставу Сектора за школовање и НИР ВМА, бави се школовањем будућих резервних официра Санитетске службе, организацијом и реализацијом различитих облика образовања кандидата за официре санитетске службе и кандидата за мировне мисије. Наставну базу Тренинг центра чине клинике и институти ВМА.

## Полазници
Године 1949. почиње школовање лекара, стоматолога и фармацеута после завршетка студија. Прву групу чине војни стипендисти, а остале резервни санитетски официри.

## Време трајања школе
Школовање за резервне официре Санитетске службе траје шест месеци, с тим што слушаоци у другом тромесечју стажирају у санитетским одељењима Војске Србије и Министарства одбране. Почетком 2016. године, школовање је завршила 106. класа слушалаца школе за резервне официре Санитетске службе.